# RFL Championship 1941-42
El Northern Rugby Football League Wartime Emergency League de 1941-42 fue la 47.º edición del torneo de rugby league más importante de Inglaterra.
El torneo se disputó de manera no oficial, no considerándose el campeón de esta temporada dentro del palmarés del Rugby Football League Championship, el campeonato fue organizado con el fin de mantener el deporte e impulsar la moral del público. 

## Formato
Los equipos se enfrentaron en formato de todos contra todos, el equipo que obtuvo el mejor porcentaje de victorias se coronó campeón.
Se otorgaron 2 puntos por cada victoria, 1 por el empate y 0 por la derrota.

## Desarrollo

### Tabla de posiciones
| Pos. | Equipo              | Encuentros | Encuentros | Encuentros | Encuentros | Tantos | Tantos | Tantos | Puntos | % de triuntos |
| Pos. | Equipo              | PJ         | PG         | PE         | PP         | F      | C      | Dif.   | Puntos | % de triuntos |
| ---- | ------------------- | ---------- | ---------- | ---------- | ---------- | ------ | ------ | ------ | ------ | ------------- |
| 1    | Dewsbury Rams       | 24         | 19         | 1          | 4          | 431    | 172    | +259   | 39     | 81.3          |
| 2    | Bradford Northern   | 17         | 13         | 1          | 3          | 318    | 130    | +188   | 27     | 79.4          |
| 3    | Halifax RLFC        | 17         | 13         | 0          | 4          | 262    | 139    | +123   | 26     | 76.5          |
| 4    | Hull FC             | 18         | 12         | 0          | 6          | 265    | 146    | +119   | 24     | 66.7          |
| 5    | Hunslet FC          | 18         | 10         | 0          | 8          | 212    | 177    | +35    | 20     | 55.6          |
| 6    | Wigan Warriors      | 20         | 11         | 0          | 9          | 241    | 207    | +34    | 22     | 55.0          |
| 7    | Oldham RLFC         | 20         | 11         | 0          | 9          | 209    | 209    | 0      | 22     | 55.0          |
| 8    | Leeds Rhinos        | 23         | 12         | 1          | 10         | 245    | 213    | +32    | 25     | 54.3          |
| 9    | Huddersfield Giants | 23         | 12         | 0          | 11         | 355    | 276    | +79    | 24     | 52.2          |
| 10   | Keighley Cougars    | 23         | 12         | 0          | 11         | 224    | 306    | −82    | 24     | 52.2          |
| 11   | Wakefield Trinity   | 19         | 9          | 0          | 10         | 195    | 215    | −20    | 18     | 47.4          |
| 12   | Featherstone Rovers | 18         | 8          | 0          | 10         | 166    | 181    | −15    | 16     | 44.4          |
| 13   | St Helens RFC       | 19         | 8          | 0          | 11         | 217    | 270    | −53    | 16     | 42.1          |
| 14   | Castleford Tigers   | 20         | 8          | 0          | 12         | 195    | 253    | −58    | 16     | 40.0          |
| 15   | York FC             | 22         | 6          | 0          | 16         | 231    | 386    | −155   | 12     | 27.3          |
| 16   | Batley Bulldogs     | 18         | 3          | 1          | 14         | 133    | 269    | −136   | 7      | 19.4          |
| 17   | Bramley RLFC        | 19         | 0          | 0          | 19         | 104    | 454    | −350   | 0      | 0             |

|  | Campeón. |

| Bandera de Inglaterra |
| Campeón Dewsbury Rams |